# Lista de aviões (pré-1914)
Lista de aviões: Pré-1914 | A-B | C-D | E-H | I-M | N-S | T-Z
Esta é uma lista cronológica das aeronaves pioneiras, projetadas e/ou construídas antes de 1914. As entradas listada aqui, podem ou não estarem repetidas na listas em ordem alfabética.

## 1493
- 1493 Helicóptero de Leonardo da Vinci

## 1495
- 1495 Aeroplano de Leonardo da Vinci

## 1678
- 1678 Máquina voadora de Besnier[1]

## 1742
- 1742 Asas artificiais de Bacqueville[1]

## 1754
- 1754 Helicóptero de Lomonosov (Mikhail Lomonossov)

## 1772
- 1772 Máquina voadora de Desforges[1] (Abbé Desforges)

## 1781
- 1781 Máquina voadora de Blanchard[1] (Jean-Pierre Blanchard)

## 1784
- 1784 Ornitóptero de Renaux[1]
- 1784 Ornitóptero de Gérard[1]
- 1784 Máquina voadora de Thibault[1]

## 1788
- 1788 Máquina voadora de Resnier de Goué[1] (Resnier de Goué)

## 1843
- 1843 Helicóptero de Cayley (George Cayley)

## 1845
- 1845 Helicóptero de Cossus

## 1849
- 1849 Planador Cayley de 1849 (George Cayley)

## 1852
- 1852 Máquina voadora de Letur[1]

## 1853
- 1853 Planador Cayley de 1853 (George Cayley)

## 1856
- 1856 Planador Mouillard No.1[1] (Louis Pierre Mouillard)
- 1857-1864 Planador Mouillard No.2[1]
- 1857-1864 Planador Mouillard No.3[1]
- 1878-1895 Planador Mouillard No.4[1]

## 1857
- 1857 Le Bris Albatross[1] (Jean-Marie Le Bris)

## 1858
- 1858 Planador Wenham (Francis Herbert Wenham)

## 1861
- 1861 Helicóptero de Nelson

## 1862
- 1862 Helicóptero de Crowell

## 1863
- 1863 Helicóptero de Amécourt (Gustave d'Amécourt)

## 1866
- 1866 Helicóptero de Wootton

## 1868
- 1868 Planador Le Bris No.2 (Jean-Marie Le Bris)

## 1870
- 1870 Helicóptero de Pénaud[1] (Alphonse Pénaud)

## 1871
- 1871 Helicóptero de Pomes & Pauze
- 1871 Helicóptero de Rykachev
- 1871 La Planophore (Alphonse Pénaud)

## 1874
- 1874 Helicóptero de Achenbach
- 1874 Monoplano du Temple[1] (Félix du Temple)

## 1876
- 1876 Helicóptero de Ward

## 1875
- 1875 Vapor aéreo Moy[2] (Thomas Moy)

## 1877
- 1877 Helicóptero de Castel
- 1877 Helicóptero de Dieuaide
- 1877 Helicóptero de Forlanini

## 1879
- 1879 Planador Biot-Massia[1]
- 1879 Helicóptero de Greenough
- 1879 Helicóptero de Melikoff
- 1879 Helicóptero de Quinby

## 1883
- 1883 Goupil Duck[1]

## 1884
- 1884 Mozhaisky AF

## 1888
- 1888 Helicóptero de Johnston
- 1883 Máquina voadora Hérard[1]

## 1889
- Lilienthal Standard Doppeldecker Nr 13

## 1890
- Ader Éole
- Planador Lilienthal (1890)

## 1891
- Lilienthal Derwitzer

## 1892
- Ader Avion II

## 1893
- Planador Lilienthal (1893)
- Máquina voadora de Phillips (1893)

## 1894
- Lilienthal Normalsegelapparat

## 1895
- Pilcher Bat (Percy Pilcher)
- Pilcher Beetle (Percy Pilcher)

## 1896
- Planador Lilienthal (1896) (Otto Lillienthal)
- Pilcher Gull (Percy Pilcher)
- Pilcher Hawk (Percy Pilcher)

## 1897
- Ader Avion III
- Nyberg Flugan 1897 - 1910

## 1900
- Planador Wright No.1

## 1901
- Blériot I um ornitóptero não tripulado.
- Planador Wright No.2
- Gustav Whitehead No. 21
- Kress Aeroveloce

## 1902
- 1902 Planador biplano Ferber (1902) (Ferdinand Ferber)
- 1902 Planador Wright No.3

## 1903
- 1903 Biplano Jatho
- 1903 Aeroplane de Villotrans
- 1903 Wright Flyer I
- 1906 Monoplano à tração Ellehammer No.I

## 1904
- 1904 Planador Archdeacon
- 1904 Monoplano Pearse
- 1904 Máquina voadora de Phillips (1904)
- 1904 Wright Flyer II

## 1905
- 1905 Planador anfíbio Blériot-Voisin
- 1905 Ferber VI planador
- 1905 Planador anfíbio Voisin
- 1905 Wright Flyer III

## 1906
- 1906 Blériot III biplano em tandem
- 1906 Blériot IV biplano em tandem
- 1906 Anfíbio Bellamy
- 1906 Semi-biplano Ellehammer
- 1906 Monoplano Gilbert
- 1906 14-bis (Santos Dumont)
- 1906 Vuia No I (Traian Vuia)

## 1907
- 1907 Biplano Agusta
- 1907 Blériot V canard
- 1907 Blériot VI Libellule
- 1907 Monoplano Blériot VII
- 1907 Giroplano Breguet-Richet
- 1907 Helicóptero de Cornu
- 1907 Multiplano d'Ecquevilly
- 1907 Biplano De Pischoff à tração
- 1907 Planador Dunne D.1
- 1907 Monoplano Epps (1907)
- 1907 Esnault-Pelterie REP.1
- 1907 Ferber VIII
- 1907 Biplano Koechlin No.1
- 1907 Máquina voadora de Phillips (1907)
- 1907 Santos-Dumont N-15
- 1907 Santos-Dumont Demoiselle I
- 1907 Santos-Dumont Demoiselle II
- 1907 Biplano Sautereau
- 1907 Monoplano Seux[3]
- 1907 Biplano Voisin (1907)
- 1907 Vuia No.II (Traian Vuia)
- 1907 Wright Model A

## 1908
- 1908 AEA June Bug
- 1908 AEA Loon
- 1908 AEA Red Wing
- 1908 AEA Silver Dart
- 1908 AEA White Wing
- 1908 Gastambide-Mengin I
- 1908 Gastambide-Mengin II
- 1908 Antoinette III
- 1908 Antoinette IV
- 1908 Antoinette V
- 1908 Astra-Kapferer tandem plane
- 1908 Monoplano Auffin-Ordt
- 1908 Bates 1908 Biplano I
- 1908 Bates 1908 Biplano II
- 1908 Berliner-Williams
- 1908 Monoplano Blanc et Barlatier
- 1908 Blériot VIII monoplano
- 1908 Blériot IX monoplano
- 1908 Blériot X biplano
- 1908 Blériot XI monoplano
- 1908 Triplano Bocker
- 1908 Bonnet-Labranche No.1
- 1908 Triplano Bousson Borguis
- 1908 British Army Aeroplane No.1 (Cody 'Cathedral')
- 1908 Triplano de Caters
- 1908 Denhaut-Bouyer-Mercier biplano
- 1908 Triplano Dufaux
- 1908 Dunne D.4
- 1908 Biplano Ellehammer IV
- 1908 Esnault-Pelterie REP 2 monoplano
- 1908 Etrich-Wels Tailless parasol
- 1908 Etrich-Wels à tração monoplano
- 1908 Euler No.3 biplane
- 1908 Triplano Farman
- 1908 Ferber IX (akaAntoinette III)
- 1908 Triplano Goupy
- 1908 Triplano Grade
- 1908 Biplano Guyot et Verdier
- 1908 Motoplanandor biplano Jaho IV
- 1908 Monoplano em tandem Kapferer[4]
- 1908 Triplano Leray
- 1908 Lioré No.1
- 1908 Ornitóptero Passat
- 1908 Monoplano Pean
- 1908 Monoplano Pischoff et Koechlin
- 1908 Monoplano Quick
- 1908 Monoplano Robart 1-1/2
- 1908 Monoplano Robinson
- 1908 Roe I Biplane
- 1908 Santos-Dumont Demoiselle III
- 1908 Quadriplano Seller No.5
- 1908 Monoplano Tatin
- 1908 Triplano Vaniman
- 1908 Monoplano Vendome No.2
- 1908 Helicóptero Vuia No.1 - (Traian Vuia)
- 1908 Biplano Witzig-Lioré-Dutilleul
- 1908 Biplano Zens
- 1908 Sextuplano Zerbe - James Slough Zerbe

## 1909
- 1909 Abric-Calas (planador)[1]
- 1909 Abric-Calas (biplano)[1]
- 1909 Aimé-Salmson Autoplane[1]
- 1909 Auffin-Ordt (monoplano)
- 1909 A.V.I.A. (monoplano)
- 1909 A.V.I.A. Vedette (biplano)
- 1909 Abric-Calas (biplano)
- 1909 Aerial Manufacturing Co. (monoplano)
- 1909 Aerocar Canada
- 1909 Aeromarine (hidroavião)
- 1909 AMA (biplano)
- 1909 Antoinette VI
- 1909 Antoinette VII
- 1909 Antoinette VIII
- 1909 Antoni (monoplano)
- 1909 [[Anzani (monoplano por tração)
- 1909 Armitage monoposto (monoplano)
- 1909 ASL No. 1 (monoplano)
- 1909 Astley (monoplano)
- 1909 Auffin-Ordt (monoplano)
- 1909 Avioplan
- 1909 Baddeck II (biplano)
- 1909 Barillon No.1 (monoplano)
- 1909 Barillon No.2 (monoplano)
- 1909 Barnwell canard (biplano)
- 1909 Beach-Willard (monoplano)
- 1909 Blackburn-Walker (biplano)
- 1909 Bleriot XII highwing (monoplano)
- 1909 Bobenreith (biplano)
- 1909 Bonnet-Labranche ABL (monoplano)
- 1909 Bonnet-Labranche No.3 (biplano por impulsão)
- 1909 Borgnis sem calda (triplano por impulsão)
- 1909 Boutaric (triplano)
- 1909 Bradshaw (monoplano)
- 1909 Brauner and Smith (biplano)
- 1909 Breguet I (biplano por tração)
- 1909 Breguet II (biplano por tração)
- 1909 Britain (triplano)
- 1909 BRT (biplano)
- 1909 Brunet-Olivert (biplano)
- 1909 Burchard (triplano)[5]
- 1909 Burlingame (monoplano)
- 1909 Canton et Unne (triplano) push-pull
- 1909 Caproni Ca-1 (biplano)
- 1909 Caudron Type A (biplano por tração)
- 1909 Cazalot et Prevot (biplano)
- 1909 Chapiro (biplano)
- 1909 Chaussee (biplano)
- 1909 Chauviere No.1 (monoplano)
- 1909 Chauviere No.2 (biplano)
- 1909 Chedeville (monoplano)
- 1909 Christmas Red Bird I (biplano)
- 1909 Clement M (monoplano)
- 1909 Clerget (monoplano)
- 1909 Cluzan (biplano)
- 1909 Cobianchi Brescia (biplano)
- 1909 Cobioni (monoplano)
- 1909 Copin (biplano) (por tração)
- 1909 Cremp (monoplano)
- 1909 Curtiss Golden Flyer
- 1909 Curtiss Reims Racer
- 1909 Cuthbertson I e II (biplano por impulsão)
- 1909 Daimler Lutskoy No.1 (monoplano)
- 1909 de Feure-Deperdussin (monoplano)
- 1909 de la Hault flapper (ornithopter-like)[5]
- 1909 de Laminne (biplano) (Chevalier Louis de Laminne)[5]
- 1909 de Havilland Biplano No. 1
- 1909 de Silva (biplano)
- 1909 Dufaux (biplano) (por tração)
- 1909 Ellehammer Standard (monoplano)
- 1909 Eparvier (monoplano)
- 1909 Epps (onoplano)
- 1909 Etrich Nurflügel (monoplano) (por tração)
- 1909 Etrich Taube (monoplano) (por tração)
- 1909 Etrich-Wels Praterspatz (monoplano) (por tração)[5]
- 1909 Euler (biplano) (monoposto por tração)
- 1909 Euler-Voisin (biplano) (por impulsão)
- 1909 Faccioli (triplano)
- 1909 Faludy III (biplano)
- 1909 Farman I (biplano) (Henri Farman)[5]
- 1909 Farman I (triplano) (Henri Farman)[5]
- 1909 Farman III
- 1909 Farman HFII (biplano por tração)
- 1909 Farman MF1 (biplano por impulsão)
- 1909 Faure (monoplano)
- 1909 Ferguson (monoplano) (por tração)
- 1909 Fernandez No.2 (biplano)
- 1909 Fernandez No.3 Aeral (biplano)
- 1909 Ford-Van Auken mono (monoplano por tração)
- 1909 Germe (biplano)
- 1909 Gilbert (monoplano)
- 1909 Gilly (triplano)
- 1909 Givaudan Aeroplane
- 1909 Goupy I (triplano)
- 1909 Goupy II (biplano)
- 1909 Grade (monoplano)
- 1909 Grandjean (monoplano)
- 1909 Gregoire 1 (monoplano)
- 1909 Grose & Feary (monoplano)[5]
- 1909 Guyot-Cellier (biplano) (em tandem)
- 1909 Hammond (biplano)
- 1909 Handley Page (planador)
- 1909 Hanriot 1909 (monoplano)
- 1909 Heath (monoplano)
- 1909 Hieronymus Type I
- 1909 Hippsich (monoplano)[5]  (pode ser de 1908)
- 1909 Howard Wright 1909 (biplano)
- 1909 Howard Wright 1909 Barber (monoplano)
- 1909 Howard Wright 1909 Cooke (monoplano)
- 1909 Howard Wright 1909 (monoplano)
- 1909 Howard Wright 1909 Lascelles Ornis
- 1909 IAL (monoplano)
- 1909 Kaspar-Cihak (monoplano)
- 1909 Kluytman (biplane) (por dupla impulsão)
- 1909 Koechlin Type A (monoplano)
- 1909 Kremp Yu (monoplano)
- 1909 la Belgique (dirigível)[5]
- 1909 la Flandre (dirigível) (Henri Farman)[5]
- 1909 Lambert (dirigível) (Henri Farman)[5]
- 1909 Lamine (biplano)
- 1909 Lamoureux (monoplano)
- 1909 Lasternas (biplano)
- 1909 Latord et Niepce (monoplano)
- 1909 Legagnoux (biplano)
- 1909 Legras (biplano)
- 1909 Lejeune (biplano)
- 1909 Lejeune (biplano modificado)
- 1909 Lepin (triplano)
- 1909 Lepousse Aero-torpille[5]
- 1909 Letord et Niepce (monoplano)
- 1909 Ling (monoplano)[5]
- 1909 Liwentaal Libellule (biplano) (em tandem)
- 1909 Loose (monoplano)
- 1909 Macfie (monoplano)[5]
- 1909 Marchand (monoplano) (Henri Farman)[5]
- 1909 Marchetti Chimera (biplano)
- 1909 Martin (biplano) (por impulsão)
- 1909 Martinet (biplano)
- 1909 Maxfield (monoplano)
- 1909 Mazoyer (monoplano)
- 1909 McDowell (monoplano)
- 1909 Mercep 1909 (biplano)
- 1909 Miller (monoplano)
- 1909 Moisant L'Ecrevisse (monoplano)
- 1909 Moore-Brabazon
- 1909 Moreau Aerostable (monoplano)
- 1909 Neale (monoplano)[5]
- 1909 Nemethy (monoplano)[5]
- 1909 Nieuport I (monoplano de asa alta)
- 1909 Obre No.1 (biplano)
- 1909 Obre No.2 (biplano)
- 1909 Page-Light (biplano)
- 1909 Pischoff et Koechlin (monoplano)
- 1909 Platel (monoplano)
- 1909 Ponzelli-Miller Aerocurvo (monoplano)
- 1909 Pride (monoplano)
- 1909 Prosper (monoplano)
- 1909 Raiche-Crout (biplano)
- 1909 Rickman 1909 man-powered umbrella wing
- 1909 Roe I (triplano)
- 1909 Rossel-Peugeot (biplano)
- 1909 Rumpler Taube (monoplano)
- 1909 Rusjan EDA 1 (biplano)
- 1909 Saint Marcq (dirigível)[5]
- 1909 Salamanca (biplano)
- 1909 Sanchis
- 1909 Sanders No.1 (biplano)
- 1909 Santos-Dumont 20 Demoiselle
- 1909 Santos-Dumont 21 Demoiselle
- 1909 Santos-Dumont 22 Demoiselle
- 1909 Saul No.1 (biplano em tandem)
- 1909 Savary (biplano) (por tração)
- 1909 SCAA Fregates (monoplano)
- 1909 Scottish Aeroplane Syndicate Avis
- 1909 SELA-1 (monoplano)
- 1909 Seller No.6 (quadriplano)
- 1909 Short No.1 (biplano)
- 1909 Short No.2 (biplano)
- 1909 Siemens-Schuckert Burghardt (biplano)
- 1909 Stebbins-Geynet (triplano) (por impulsão)
- 1909 Stoeckel (monoplano)
- 1909 Stolfa aeroplane[5]
- 1909 Svachulay Kolibri I (monoplano)
- 1909 Tanski Latka (monoplano)
- 1909 Tips (biplano) (por impulsão)
- 1909 Tucek Type I (monoplano monoposto)
- 1909 Tupolev (planador)
- 1909 U.F.A. (monoplano)
- 1909 U.F.A. (triplano)
- 1909 Ueda Hiryu-go (biplano)
- 1909 Vandenbergh flapper (parecido com um ornitóptero)[5]
- 1909 Vasserot-Delassor La Mouette Geante (monoplano)
- 1909 Vendome 3 Bis (monoplano)
- 1909 Vendome La Moustique (monoplano)
- 1909 Vendome No.3 (monoplano)
- 1909 Verdaguer (biplano)
- 1909 Vlemincckz (biplano)[5]
- 1909 Voisin Bird of Passage (versão do Voisin 1907 (biplano) construído para J.T.C. Moore-Brabazon)
- 1909 Voisin 1909 (biplano)
- 1909 Vosgiens (biplano)
- 1909 Walden (biplano) (em tandem)
- 1909 Watkins (monoplano)
- 1909 Windham No.l (monoplano)
- 1909 WLD No.2 (biplano)
- 1909 Wright Military Flyer
- 1909 Wright Model A 'transitional'
- 1909 Zipfel (biplano)
- 1909 Zipfel (triplano)
- 1909 Zolyi (biplano) (Adalar Zolyi ou Zoelgi)[5]
- 1909 Zornes 1909 (biplano) (Charles A. Zornes)[6]

## 1910
- 1910 A.V.I.A. biplane
- 1910 Abberly biplane
- 1910 Adorjan Libelle monoplane
- 1910 Adorjan Strucc monoplane
- 1910 AEG Z.1 biplane
- 1910 Aeromarine 8 pusher canard
- 1910 Agapov biplane
- 1910 Albatros biplane
- 1910 Albert monoplane (Jean Albert)[1]
- 1910 Albessard tandem-monoplane
- 1910 Alexander monoplane
- 1910 Alfaro ACA glider
- 1910 Alkan Le Enfin (Oscar Alkan)[1]
- 1910 Andrews pusher biplane
- 1910 Angelis biplane
- 1910 Antonov Helicoplane
- 1910 Armitage 2-seater monoplane
- 1910 Armstrong monoplane
- 1910 Ask-Nyrop Type 1 Grasshoppan monoplane
- 1910 ASL monoplane No.2
- 1910 ASL Valkyrie monoplane Type A
- 1910 ASL Valkyrie monoplane Type B
- 1910 ASL Valkyrie monoplane Type C
- 1910 Astra-Wright biplane
- 1910 Astra-Wright Type E biplane
- 1910 Aubry monoplane Meteor
- 1910 Audineau monoplane
- 1910 Auffin-Ordt monoplane
- 1910 Aventino-Mingozi-Paletta monoplane
- 1910 Aviatik biplane
- 1910 Aviator monoplane
- 1910 Baden-Powell monoplane
- 1910 Baldwin Red Devil biplane
- 1910 Bell Mike monoplane
- 1910 Benegent monoplane
- 1910 Bertin monoplane
- 1910 Bertrand monoplane
- 1910 Bilek monoplane
- 1910 BIS No.1 biplane - Bylinkin, Iordan, Sikorsky
- 1910 BIS No.2 biplane - Bylinkin, Iordan, Sikorsky
- 1910 Black Diamond pusher biplane
- 1910 Bland Mayfly
- 1910 Blériot XIII
- 1910 Blériot XIV
- 1910 Bloudek-Potucek-Cermak Racek 1-seater monoplane
- 1910 Bokor II biplane
- 1910 Bonnet-Labrance No.6 School
- 1910 Bonnet-Labrance No.7 Racer
- 1910 Borel pusher monoplane
- 1910 Bothy monoplane
- 1910 Bourdariat biplane
- 1910 Breguet III tractor biplane
- 1910 Bristol Boxkite
- 1910 Brooks biplane
- 1910 Brunet Tandem biplane
- 1910 Brzeski Aquila monoplane
- 1910 Bueno et Demaurex pusher biplane
- 1910 Burgess A pusher biplane
- 1910 Burgess B pusher biplane
- 1910 Burgess D pusher biplane
- 1910 Bylinkin monoplane
- 1910 Canton et Unne push-pull monoplane
- 1910 Caproni Ca.1 (1910)
- 1910 Caproni Ca.2 (1910)
- 1910 Caproni Ca.3 (1910)
- 1910 Carid monoplane
- 1910 Caudron Type A2-6 tractor biplane
- 1910 Caux et Camboulive biplane
- 1910 Cerny monoplane
- 1910 Chapiro biplane No.2
- 1910 Chassagny monoplane
- 1910 Chesnay monoplane
- 1910 Cihak Type C monoplane
- 1910 Clement M. pusher biplane
- 1910 Clerget monoplane
- 1910 Cody Michelin Cup Biplane
- 1910 Collier monoplane
- 1910 Contal No.2 monoplane
- 1910 Contal tractor monoplane
- 1910 Cordner monoplane No.1
- 1910 Courrejou tractor monoplane
- 1910 Culver biplane
- 1910 Curtiss Bennett Racer monoplane
- 1910 Curtiss Ely monoplane
- 1910 Curtiss Hudson Flyer biplane
- 1910 Curtiss-Willard Banshee Express pusher biplane
- 1910 Daily Old Glory biplane
- 1910 Daimler Lutskoy No.2 monoplane
- 1910 Dajoigny et Beaussart Simplex monoplane
- 1910 Danton back-staggered racing biplane
- 1910 Day Tractor biplane
- 1910 De Broucker biplane
- 1910 De Coster Flugi monoplane
- 1910 De Feure-Deperdussin canard
- 1910 De Havilland Biplane No. 2
- 1910 De la Vaux
- 1910 De Lailhacar monoplane
- 1910 Deperdussin canard
- 1910 Deperdussin Tipo A
- 1910 Desusclade monoplane
- 1910 Dokuchaev-1 biplane
- 1910 Dorner Type II pusher monoplane
- 1910 Dottori biplane 2 props
- 1910 Dufaux-4 biplane
- 1910 Dufour No.1 monoplane
- 1910 Dufour No.2 biplane
- 1910 Duigan pusher biplane
- 1910 Dumas monoplane
- 1910 Dunne D.5
- 1910 Dunne-Huntington triplane
- 1910 Eaton-Twining monoplane
- 1910 Epps monoplane
- 1910 Escofet II Biplane
- 1910 Esnault-Pelterie REP Type D monoplane
- 1910 Esnault-Pelterie Type B monoplane
- 1910 Etrich II modified Taube tractor monoplane
- 1910 Etrich II Taube 2-seater tractor monoplane
- 1910 Etrich III Möve (Seagull) tractor monoplane
- 1910 Etrich IV Taube tractor monoplane
- 1910 Etrich V Taube tractor monoplane
- 1910 Etrich VI Taube tractor monoplane
- 1910 Euler military pusher biplane
- 1910 Everett-Edgecumbe monoplane
- 1910 Fabre Hydravion canard pusher
- 1910 Faccioli No.3 biplane
- 1910 Faccioli No.4 biplane
- 1910 Fairchild monoplane
- 1910 Farman Freres biplane
- 1910 Farman HF 2/2 Parasol tractor monoplane
- 1910 Farman Maurice Coupe Michelin biplane
- 1910 Farman Type Coupe Michelin 2-seat pusher biplane
- 1910 Ferguson No.2 monoplane
- 1910 Filiasi biplane
- 1910 Fournier monoplane
- 1910 Francis pusher biplane
- 1910 Gakkel III biplane
- 1910 Gallone-Lampert monoplane
- 1910 Gambier monoplane
- 1910 Garnier Olga monoplane
- 1910 Gasnier biplane
- 1910 Gates
- 1910 George & Jobling biplane
- 1910 Gibson No.2 biplane
- 1910 Gibson No.3 biplane with twin tractor propellers
- 1910 Gibson Twin-Plane
- 1910 Goedecker No.1 monoplane
- 1910 Grade monoplane
- 1910 Graf Napoli 1 monoplane
- 1910 Greene biplane
- 1910 Gregoire Monoplane 2
- 1910 Gregoire Monoplane 3
- 1910 Guillebaud tandem-monoplane
- 1910 Guillemin biplane
- 1910 Gunn biplane
- 1910 Guyard monoplane no.2
- 1910 Hackel-RBWZ biplane
- 1910 Handley Page Type A Bluebird monoplane
- 1910 Handley Page Type B
- 1910 Hanriot monoplane
- 1910 Hartman monoplane
- 1910 Heinrich Model A monoplane
- 1910 Henry canard monoplane
- 1910 Herring-Burgess biplane
- 1910 Hornstein biplane
- 1910 Horvath 1B monoplane
- 1910 Howard Wright 1910 Monoplane
- 1910 Howard Wright 1910 Biplane
- 1910 Howard Wright Demoiselle monoplane
- 1910 Howard Wright Bleriot Monoplane
- 1910 Howard Wright Curtiss type Biplane
- 1910 Hubbard Monoplane
- 1910 Hudson-O'Brian biplane
- 1910 Hulbert biplane
- 1910 Humber (Le Blon Type) monoplane [7]
- 1910 Humber (Lovelace 1) monoplane [7]
- 1910 Humber (Lovelace 2) monoplane[7]
- 1910 Humber-Bleriot monoplane[8]
- 1910 Humber-Sommer biplane [9]
- 1910 Humber Tractor Biplane [10]
- 1910 Illinschulz
- 1910 Jacquelin tractor biplane
- 1910 JAP Harding monoplane
- 1910 Jeannin biplane
- 1910 Jezzi No.1 pusher biplane
- 1910 Jezzi No.1 tractor Biplane
- 1910 Jirotka monoplane
- 1910 Jourdan Helioplane monoplane
- 1910 Kalep
- 1910 Karpeka-1 monoplane
- 1910 Kasyanenko 1/1bis biplane
- 1910 Kaufmann No.1 monoplane
- 1910 Koechlin monoplane
- 1910 Kolbanyi I biplane
- 1910 Koolhoven FK01 Heidevogel biplane
- 1910 Kozlowski two tractor prop-biplane
- 1910 Kudashev 2 biplane
- 1910 Kudashev 3 monoplane
- 1910 Kudashev-1 biplane
- 1910 Kvasz I monoplane
- 1910 Lane No.1 monoplane
- 1910 Lane pusher biplane
- 1910 Lange-Billard triangular wing monoplane
- 1910 Lanyi biplane
- 1910 Lascelles Ornis
- 1910 Lecoq-Monteiro-Aillaud monoplane
- 1910 Legnano I monoplane
- 1910 Legrand triplane
- 1910 Lemaitre biplane
- 1910 Leroy et Marzollier monoplane
- 1910 Lesseps La frigate monoplane
- 1910 Letai I biplane
- 1910 Letord et Niepce biplane
- 1910 Libanski monoplane
- 1910 Liore No.2 monoplane
- 1910 Ljusik monoplane
- 1910 Lohner-Daimler Pfeilflieger I biplane
- 1910 Lohner-Umlauff biplane
- 1910 Macfie Empress biplane
- 1910 Mainguet tractor monoplane
- 1910 Mann & Overton monoplane
- 1910 Martin-Handasyde No.3
- 1910 McCormick-James monoplane
- 1910 Meduna monoplane
- 1910 Mercep-Rusjan monoplane
- 1910 Michelet biplane
- 1910 Moisant Le Corbeau monoplane
- 1910 Montgomery tandem monoplane
- 1910 Moon Moonbeam No.1 and 2
- 1910 Morel 2-3 seater canard biplane
- 1910 Mulliner monoplane
- 1910 Mullot biplane
- 1910 Mullot monoplane
- 1910 Myers glider[11]
- 1910 Nau monoplane
- 1910 Neal VI monoplane
- 1910 Neal VII biplane
- 1910 Nicholson monoplane
- 1910 Nieuport II  monoplane
- 1910 Nieuport III  2-seater monoplane
- 1910 Norman and M'Knight monoplane
- 1910 Nyrop No.3 monoplane
- 1910 Obre No.3 monoplane
- 1910 Ocenasek 2-seater monoplane
- 1910 Odier-Vendome biplane
- 1910 Pachiotti monoplane
- 1910 Parent monoplane
- 1910 Parkes monoplane
- 1910 Parseval mono seaplane
- 1910 Passerat-Radiguet monoplane
- 1910 Paterson No.1 biplane
- 1910 Paulhan biplane
- 1910 Paumier biplane
- 1910 Penkala Leptir I biplane
- 1910 Penkala Leptir II biplane
- 1910 Pfitzner monoplane
- 1910 Picat-Dubreuit monoplane
- 1910 Piquerez biplane
- 1910 Pither monoplane
- 1910 Pivot monoplane
- 1910 Plage I biplane
- 1910 Planes Ltd pusher biplane
- 1910 Pliska biplane
- 1910 Poignard et Tranchard monoplane
- 1910 Pollock monoplane
- 1910 Porte monoplane
- 1910 Portway monoplane
- 1910 Poulain Orange No.1 biplane
- 1910 Poynter monoplane
- 1910 Prazma biplane
- 1910 Pulpe
- 1910 Raiche biplane
- 1910 Rajki monoplane
- 1910 Requillard monoplane
- 1910 Roe II Triplane
- 1910 Roe III Triplane
- 1910 Roehrig pusher biplane
- 1910 Romanoplane pusher monoplane
- 1910 Rossel-Peugeot monoplane
- 1910 Rossia-A biplane
- 1910 Rossia-B monoplane
- 1910 Rozum-Bechiny monoplane
- 1910 Rusjan EDA V monoplane
- 1910 Rusjan EDA VI
- 1910 Rusjan EDA VII
- 1910 S.F.L.A. monoplane
- 1910 Sanchez-Besa biplane
- 1910 Saulnier No.1 monoplane
- 1910 Saulnier No.2 monoplane
- 1910 Savary biplane
- 1910 SCAA Fregates monoplane
- 1910 Schlegel Züst monoplane
- 1910 Schmitt biplane
- 1910 Schüler biplane
- 1910 Sclaves biplane
- 1910 Scottish Aeroplane Syndicate Avis (Howard Wright Avis)
- 1910 SELA No.2 monoplane
- 1910 Short No.3 biplane
- 1910 Short S.27 pusher biplane
- 1910 Sikorsky S-3 tractor biplane
- 1910 Sikorsky S-4 biplane
- 1910 Simplex monoplane
- 1910 Sippe monoplane
- 1910 Sloan bicurve biplane
- 1910 Smidley monoplane
- 1910 Smith 2-prop pusher biplane
- 1910 Smith Rex 2-seater biplane
- 1910 Sommer 1910 biplane
- 1910 Sommerville pusher biplane
- 1910 Souchet monoplane
- 1910 Spencer-Sterling biplane
- 1910 Star Monoplane
- 1910 Stasenko Lyusik monoplane
- 1910 Steglav No.1 biplane
- 1910 Svachulay Albatrosz I monoplane
- 1910 Szarics-I monoplane
- 1910 Szekely I biplane
- 1910 Tan Gen hydroplane
- 1910 Taris monoplane
- 1910 Tellier monoplane
- 1910 Thiersch monoplane
- 1910 Thomann monoplane
- 1910 Thomas pusher biplane
- 1910 Thomas TA amphibian pusher flying-boat
- 1910 Thompson biplane
- 1910 Tips biplane
- 1910 Todd biplane
- 1910 Toth I monoplane
- 1910 Train No.1 monoplane
- 1910 Tubavion
- 1910 Turcat-Mery-Rougier biplane
- 1910 Van Anden biplane
- 1910 Vendome Tiny monoplane
- 1910 Vickers No.7 monoplane
- 1910 Vinet monoplane
- 1910 A. Vlaicu Nr. I monoplane
- 1910 Voisin Type Bordeaux
- 1910 Voisin Militaire biplane
- 1910 Voisin Tourisme biplane
- 1910 Voisin Type de Course Biplane
- 1910 Vollmoeller monoplane
- 1910 Walden IV monoplane
- 1910 Walden No.III monoplane
- 1910 Warchalowski I single-seater pusher biplane
- 1910 Warchalowski II / II bis 2-seater pusher biplane
- 1910 Warchalowski III single-seater pusher biplane
- 1910 Weber Sochacki 2-seater pusher biplane
- 1910 Weidmann Flying Tank monoplane
- 1910 White and Thompson No 1
- 1910 Willard biplane
- 1910 Willoughby Pelican tractor flying-boat
- 1910 Wiseman biplane
- 1910 Wiseman pusher biplane
- 1910 Wisniewski single-seater monoplane
- 1910 Wright Baby Grand
- 1910 Wright Model B
- 1910 Wright Model R
- 1910 Wright Roadster
- 1910 Wrobel monoplane
- 1910 Yuriev Helicopter
- 1910 Zenith monoplane
- 1910 Zodiac L'Albatros No.1 monoplane
- 1910 Zodiac L'Albatros No.2 monoplane
- 1910 Zselyi monoplane
- 1910 Zselyi-II monoplane

## 1911
- 1911 Adelmann biplane
- 1911 AEG Z.2 monoplane
- 1911 Aitken biplane
- 1911 Albatros Biplane
- 1911 Albatros MZ 2 biplane
- 1911 Antoinette military monoplane
- 1911 Arondel monoplane
- 1911 Asteria No.3 pusher biplane
- 1911 Astra Biplane Concourse Militaire
- 1911 Astra Type C biplane
- 1911 Aviatic biplane
- 1911 B+S monoplane
- 1911 Balsan monoplane
- 1911 Barillon No.3 monoplane
- 1911 Barnwell monoplane[12]
- 1911 Bartelt ornithopter
- 1911 Barucki I monoplane
- 1911 Barucki II biplane
- 1911 Bastier biplane
- 1911 Bataille triplane
- 1911 Bates Monoplane
- 1911 Beaver monoplane
- 1911 Bellanca monoplane
- 1911 Benoist Headless pusher biplane
- 1911 Besson canard monoplane
- 1911 Billing tractor biplane
- 1911 Blackburn Mercury
- 1911 Blackburn tractor monoplane
- 1911 Bland Mayfly biplane
- 1911 Blaney monoplane
- 1911 Blériot XX Le Poisson Monoplane
- 1911 Blériot XXI monoplane side by side
- 1911 Blériot XXIII monoplane
- 1911 Blériot XXIV
- 1911 Blériot XXV canard
- 1911 Blériot XXVII monoplane
- 1911 Blériot XXVIII Populaire monoplane
- 1911 Bloudek-Cermak Libella 1-seater monoplane
- 1911 Bloudek-Cermak Libella II 1-seater biplane
- 1911 Bohatyrew canard monoplane
- 1911 Bokor III triplane
- 1911 Boland pusher biplane
- 1911 Bonnet-Labranche racer 2-seater monoplane
- 1911 Borel Militaire monoplane 4 seater
- 1911 Borucki No.2 pusher biplane
- 1911 Breguet U-2 tractor biplane 3 seater
- 1911 Bristol Racing Biplane
- 1911 Bristol Challenger monoplane
- 1911 Bristol Challenger-England biplane
- 1911 Bristol Prier monoplanes
- 1911 Bristol Type T biplane
- 1911 Bronislawski I 2-seater biplane
- 1911 Brown biplane
- 1911 Brumarescu Columba 2-seater biplane
- 1911 Bulot tractor biplane
- 1911 Burgess E Baby pusher biplane
- 1911 Burgess-Wright F biplane
- 1911 Caledonia monoplane
- 1911 Capon monoplane
- 1911 Caproni Ca-4 biplane
- 1911 Caproni Ca-5 biplane
- 1911 Caproni Ca-6 biplane
- 1911 Caproni Ca-9 monoplane
- 1911 Caproni No.8 monoplane
- 1911 Carlier biplane
- 1911 Carter biplane
- 1911 Castaibert II monoplane
- 1911 Cato pusher biplane
- 1911 Caudron Type N monoplane
- 1911 Caudron-Fabre hydro biplane
- 1911 Cayre monoplane
- 1911 Ceita monoplane
- 1911 Cessna monoplane
- 1911 Champel biplane
- 1911 Chase-Gouverneur Wrightsville Beach multiplane
- 1911 Chazal monoplane
- 1911 Chedeville No.2 monoplane
- 1911 CHUR-1 biplane - Chechet, Ushakov & Rebikov
- 1911 Cihak Type D
- 1911 Clement Louis steel tube biplane
- 1911 Clement-Bayard tractor monoplane
- 1911 Coanda tractor biplane
- 1911 Cody No.3 biplane
- 1911 Copin tractor monoplane
- 1911 Curtiss A-1 Triad pusher land/seaplane
- 1911 Curtiss Canoe Biplane
- 1911 Curtiss D Headless hydro land-and seaplanes
- 1911 Curtiss E hydroplane
- 1911 Curtiss Triplane land or sea plane
- 1911 Dajoigny et Beaussart Minimum monoplane
- 1911 De Brageas monoplane
- 1911 De Marcay-Moonen folding-wing monoplane
- 1911 De Nissole monoplane
- 1911 De Pischoff Autoplans monoplane
- 1911 Dechenne biplane
- 1911 Demkin biplane
- 1911 Denhaut flying-boat biplane
- 1911 Deperdussin Type B monoplane
- 1911 Deperdussin Militaire monoplane
- 1911 Deperdussin Grenoble monoplane
- 1911 Deperdussin Type C monoplane
- 1911 DFW biplane
- 1911 Dinoird monoplane
- 1911 Dixon Nipper No.1 monoplane
- 1911 Donnet-Leveque Type A
- 1911 Du Breuil monoplane No.1
- 1911 Du Breuil monoplane No.2
- 1911 Du Breuil monoplane No.3
- 1911 Dufaux floatplane
- 1911 Dufaux 5 biplane
- 1911 Dunne D 6 monoplane
- 1911 Dunne D 7 all-wing auto-safety monoplane
- 1911 Edwards Rhomboidal [13]
- 1911 Emblem biplane
- 1911 Eparvier monoplane
- 1911 Epps monoplane
- 1911 Ery monoplane
- 1911 Escher monoplane
- 1911 Esnault-Pelterie biplane
- 1911 Esnault-Pelterie De Cours monoplane
- 1911 Esnault-Pelterie Type F monoplane
- 1911 Etrich Etrichapparat monoplane
- 1911 Etrich IV Manövertaube Type B military 2-seater monoplane
- 1911 Etrich VII Renntaube 3-seater racing monoplane
- 1911 Euler military pusher biplane
- 1911 Euler Schuldreidecker training pusher triplane
- 1911 Faccioli No.4
- 1911 Farman 2-seat monoplane
- 1911 Farman HF 6 Militaire 2-seat pusher biplane
- 1911 Farman HF10 3-Seater Pusher Biplane
- 1911 Farman HF10bis 3-Seater pusher biplane
- 1911 Farman Maurice MF2 staggered biplane
- 1911 Fisk monoplane
- 1911 Fitch biplane
- 1911 Fitzsimmons pusher monoplane
- 1911 Flanders F.2 monoplane
- 1911 Flanders F.3 monoplane 2 seater
- 1911 Fokker M1 2-seat monoplane
- 1911 Fokker Spider 2 monoplane
- 1911 Fokker Spinne tractor monoplane
- 1911 Francis twin engined biplane
- 1911 Fritz monoplane
- 1911 Fumat monoplane
- 1911 Gabardini Le Monaco monoplane
- 1911 Gakel IV biplane
- 1911 Gakkel V
- 1911 Gakkel VI biplane
- 1911 Gakkel VII biplane
- 1911 Garuda Moewe monoplane
- 1911 Gassier Sylphe monoplane
- 1911 Gaudard Rigid-Trussed-beam monoplane
- 1911 Gaunt Biplane No.2 Baby
- 1911 Gibson Multi-Plane
- 1911 Glowinski monoplane
- 1911 Goldschmidt monoplane
- 1911 Goupy No.2
- 1911 Goupy No.3
- 1911 Grahame-White Baby biplane
- 1911 Grahame-White school biplane
- 1911 Grapperon monoplane
- 1911 Gray monoplane
- 1911 Guyard monoplane
- 1911 Guyot et Verdier biplane
- 1911 Haeferlin monoplane
- 1911 Hamel biplane
- 1911 Hammond triplane
- 1911 Handley Page Type D Monoplane
- 1911 Hanriot Type VI monoplane
- 1911 Harlan monoplane
- 1911 Hawkins-Ogilvie triplane
- 1911 Hayot double monoplane
- 1911 Henkel biplane
- 1911 Hiller hydroplane
- 1911 Hiller monoplane
- 1911 Hino 2 Monoplane
- 1911 Horvath II monoplane
- 1911 Horvath IIIA monoplane
- 1911 Humber 1910-1911 Type biplane
- 1911 Humphrey No.3 monoplane
- 1911 Jaho Stahltaube monoplane
- 1911 Jeannin Stahltaube monoplane
- 1911 Jero N° 9 Antwerpen
- 1911 Jezzi No.2 Sesquiplane
- 1911 Johnson monoplane
- 1911 Kaishiki No.1 biplane
- 1911 Karpeka N1bis
- 1911 Kassa Ery 2 monoplane
- 1911 Kassa ERY I biplane
- 1911 Kaufmann No.3 monoplane
- 1911 Kaufmann No.4 Type de Course monoplane
- 1911 Kiraly-Berkovics monoplane
- 1911 Kolbany II monoplane
- 1911 Kolbany III monoplane
- 1911 Kordin monoplane
- 1911 Kudashev 4 monoplane
- 1911 Kvasz Type II monoplane
- 1911 Lakes Water Bird seaplane
- 1911 Lasternas biplane
- 1911 Lecoq-Monteiro-Aillaud monoplane
- 1911 Lefebvre Concours Militaire monoplane
- 1911 Lefebvre La Mouette (Gull) monoplane
- 1911 Leforestier monoplane
- 1911 Lennert biplane
- 1911 Libanski biplane
- 1911 Liore et Olivier monoplane
- 1911 Loening flying-boat
- 1911 Lohner-Etrich Taube Type A military 2-seater monoplane
- 1911 Long monoplane
- 1911 Longren biplane
- 1911 Loose pusher biplane
- 1911 Loubery biplane
- 1911 Macfie circuit biplane
- 1911 Mamet 2-seater monoplane
- 1911 Marinescu bomber monoplane
- 1911 Martin Pusher biplane
- 1911 Martin-Handasyde No.4B
- 1911 Martin-Handasyde No.5
- 1911 Martinaisse pusher monoplane
- 1911 Maurin et Willaume Monoplane
- 1911 McCormick-James Master Plaster monoplane
- 1911 McCormick-Romme Umbrellaplane
- 1911 McCormick-Romme Cycloplane
- 1911 McCurdy headless pusher biplane
- 1911 Mercep 1911 Monoplane
- 1911 Mersey monoplane
- 1911 Moisant monoplane
- 1911 Molon monoplane
- 1911 Morane-Borel Militaire two-seater monoplane
- 1911 Morane-Borel monoplane
- 1911 Morane-Saulier A Ecole single-seater monoplane
- 1911 Morane-Saulier B Tandem two-seater monoplane
- 1911 Morane-Saulier C single seater monoplane
- 1911 Morane-Saulier HS Ecole two-seater monoplane
- 1911 Morane-Saulier PP single-seater monoplane
- 1911 Morane-Saulier Rebikoff three-seater monoplane
- 1911 Morane-Saulier TB two-seater armoured military monoplane
- 1911 Morita monoplane
- 1911 Narahara No.2 biplane
- 1911 Narahara No.3 biplane
- 1911 Nieuport IV monoplane
- 1911 Nieuport IVM "Militaire" monoplane
- 1911 Noel Le Moineau biplane
- 1911 North 1911 biplane glider[11]
- 1911 Nottingham monoplane
- 1911 Obre No.4 monoplane
- 1911 Oertz monoplane
- 1911 P.T.A.1 folding wing biplane
- 1911 Paterson No.2 biplane
- 1911 Paulhan biplane
- 1911 Paulhan triplane l
- 1911 Paulhan-Tatin Aéro-Torpille
- 1911 Pelliat monoplane
- 1911 Pepper biplane
- 1911 Percival 1 biplane
- 1911 Piffard No.2 biplane
- 1911 Pivot-Koechlin monoplane
- 1911 Plage-Court Torpedo I monoplane
- 1911 Pochin biplane
- 1911 Poix et Deroig monoplane
- 1911 Ponche-Primard Tubavion
- 1911 Ponnier F1 biplane
- 1911 Ponnier F1-bis biplane
- 1911 Poulain-Orange No 2 monoplane
- 1911 Povokhovschikov 1 monoplane
- 1911 Prier monoplane
- 1911 Proudhon monoplane
- 1911 Queen monoplane
- 1911 Queen-Martin biplane
- 1911 Radley & Moorhouse monoplane
- 1911 Radley gullwing monoplane
- 1911 Roe IV Triplane
- 1911 Roe Duigan
- 1911 Roe Type D
- 1911 Royal Aircraft Factory B.E.1
- 1911 Royal Aircraft Factory B.E.2
- 1911 Royal Aircraft Factory F.E.1
- 1911 Royal Aircraft Factory F.E.2
- 1911 Royal Aircraft Factory S.E.1
- 1911 Ragot 1911 Monoplane - (Henri & Louis Ragot, Adrien Lacroix, New York NY.)
- 1911 Raison monoplane
- 1911 Rebikoff biplane
- 1911 Restan monoplane
- 1911 Roux 2 seater monoplane
- 1911 Ruchonnet Le Cigare monoplane
- 1911 Ruchonnet-Schemmel monoplane
- 1911 Ruehl monoplane
- 1911 S.A.C. Caledonia monoplane
- 1911 Salvador monoplane
- 1911 Sanders No.2 Type I biplane
- 1911 Sanders No.2 Type II biplane
- 1911 Sarri monoplane
- 1911 Saru-Ionescu single-seater monoplane
- 1911 Sato & Davis biplane
- 1911 Savary biplane 2 props
- 1911 Schmitt biplane
- 1911 Schreck Diapason I
- 1911 Sexton Monoplane
- 1911 Short S.39 triple-twin
- 1911 Short Tandem-Twin
- 1911 Siemens-Schuckert 1911 monoplane
- 1911 Sikorsky S-5/S-5A biplane
- 1911 Sikorsky S-6 biplane
- 1911 Sirius monoplane
- 1911 Skinner monoplane
- 1911 Sloan Concours Militair biplane
- 1911 Sloan twin tractor bicurve biplane
- 1911 Smith monoplane
- 1911 Sommer Aerobus Grand pusher biplane
- 1911 Sommer De Course tractor biplane
- 1911 Sommer Rapide Type L biplane
- 1911 Sommer Type de Campagne biplane
- 1911 Spainhour monoplane
- 1911 Sperry tractor biplane
- 1911 Star monoplane
- 1911 Steco Hydraplane biplane flying-boat
- 1911 Stewart biplane
- 1911 SVA Minimum monoplane
- 1911 Svachulay Albatrosz II monoplane
- 1911 Svachulay Kolibri II monoplane
- 1911 Szarics-II monoplane
- 1911 Szekely II Canard pusher monoplane
- 1911 Taddeoli monoplane
- 1911 Takacs I monoplane
- 1911 Tellier monoplane
- 1911 Teodorescu monoplane
- 1911 Thomann monoplane
- 1911 Thomas headless biplane
- 1911 Toth II  monoplane
- 1911 Train No.2 Single-seat monoplane
- 1911 Train No.2 two-seat monoplane
- 1911 Tsuzuku No.1  pusher monoplane
- 1911 Tucek Type II  1-seater monoplane
- 1911 Universal Aviation Company Birdling monoplane
- 1911 Van der Burg monoplane
- 1911 Vass monoplane
- 1911 Vendome elliptical-wing monoplane
- 1911 Vendome gulled-wing monoplane
- 1911 Vickers No.1 monoplane
- 1911 Vickers No.II-V monoplane
- 1911 Vinet Type B monoplane
- 1911 Vinet Type D monoplane
- 1911 Vlach Type III monoplane
- 1911 A. Vlaicu Nr. II monoplane
- 1911 Vogel (bird) monoplane
- 1911 Voisin canard
- 1911 Voisin seventeen metres canard
- 1911 Voisin-Bristol monoplane
- 1911 Walden monoplane
- 1911 Walsh biplane
- 1911 Walton-Edwards Colossoplane biplane
- 1911 Warchalowski IV single-seater pusher biplane
- 1911 Warchalowski IX pusher biplane
- 1911 Warchalowski V single-seater pusher biplane
- 1911 Warchalowski VI single-seater tractor biplane
- 1911 Warchalowski VII/VIIbis single-seater pusher biplane
- 1911 Warchalowski VIII single-seater pusher biplane
- 1911 Warchalowski X biplane
- 1911 Watson No.2 biplane
- 1911 Weiss No.2 Sylvia tractor monoplane
- 1911 Willing monoplane
- 1911 Wilson-Gibson monoplane
- 1911 Wiseman-Noonen biplane
- 1911 Wright Model EX
- 1911 Young-Hearne biplane
- 1911 Zbieranski and Cywinski biplane
- 1911 Zens high-wing monoplane
- 1911 Zodiac No.3 pusher biplane
- 1911 Zodiac No.4 tractor biplane 2-seater
- 1911 Zurovec biplane

## 1912
- 1912 Abramovich biplane
- 1912 AEG Z3 biplane
- 1912 Aerotorpille pusher biplane
- 1912 Aerial Wheel Syndicate Monoplane
- 1912 Albatros DD1 Pfeil biplane
- 1912 Albatros Doppeltaube biplane
- 1912 Albatros F-2 biplane
- 1912 Albatros WM2 biplane
- 1912 Albessard Tandem monoplane
- 1912 Antoni monoplane
- 1912 Arsenal seaplane
- 1912 ASL Viking
- 1912 Astra Hydro-Biplane
- 1912 Astra Triplane
- 1912 Astra Type CM biplane
- 1912 Auto-Fiacre
- 1912 Aviatik Taube monoplane
- 1912 Avro 500
- 1912 B.C.D No.1 El Cangrejo biplane
- 1912 Barillon No.4 monoplane
- 1912 Bates monoplane
- 1912 Beech National biplane
- 1912 Benoist Biplane flying-boat
- 1912 Benoist Type XII 2-seater tractor biplane
- 1912 Benton II tractor biplane
- 1912 Berthaud monoplane
- 1912 Bertin No.5 2-seater monoplane
- 1912 Blackburn III tractor monoplane
- 1912 Blackburn Single seater tractor monoplane
- 1912 Blackburn Type E military tractor monoplane
- 1912 Bleriot XXXIII Canard Bleu
- 1912 Bleriot XXXVI Torpille monoplane
- 1912 Blinderman-Gilbert monoplane
- 1912 Boland tailless pusher biplane
- 1912 Bomhard Pfeil biplane
- 1912 Borel hydro-monoplane 2 seater
- 1912 Borel monoplane
- 1912 Borel O BUS monoplane
- 1912 Botyanszky MB-1
- 1912 Breguet tractor bipane U series
- 1912 Breguet Tractor Biplane Militaire
- 1912 Breguet U-2 Hydro-avion
- 1912 Bristol Coanda monoplane
- 1912 Bristol G.E.2 biplane
- 1912 Bristol G.E.3 2-seater biplane
- 1912 Bristol tractor monoplane
- 1912 Bronislawski II 2-seater biplane
- 1912 Brule biplane
- 1912 Burgess H Military tractor biplane
- 1912 Burgess-Gill twin-hydro biplane
- 1912 Burgess-Wright military biplane
- 1912 Burney X.2 seaplane
- 1912 C.P.C. 2-seater monoplane
- 1912 Calderara seaplane
- 1912 Call II monoplane
- 1912 Camo y Acedo biplane
- 1912 Caproni No.13 monoplane
- 1912 Caproni No.16 monoplane
- 1912 Caproni No.18 monoplane
- 1912 Castaibert III monoplane
- 1912 Cato pusher biplane
- 1912 Caudron Type C and D
- 1912 Caudron Type M monoplane
- 1912 Caudron Type Monaco pusher seaplane
- 1912 Caudron Type Special
- 1912 Cayol monoplane
- 1912 Cessna Silver Wings monoplane
- 1912 Champel No.4 Pusher Biplane
- 1912 Chanter monoplane
- 1912 Cheramy-Gilbert amphibian canard monoplane
- 1912 Chiribiri No.5 2-seater tractor monoplane
- 1912 Christies monoplane
- 1912 Christofferson Curtiss Type headless pusher biplane
- 1912 Christofferson trainer biplane
- 1912 Church and Sherwood biplane
- 1912 Cihak Rapid A 1-seater monoplane
- 1912 Cihak Rapid C 1-seater monoplane
- 1912 Cihak Type E
- 1912 Cihak Type F
- 1912 Cihak Type G 2-seater monoplane
- 1912 Cihak Type H 1-seater monoplane
- 1912 Cihak Type J 2-seater monoplane
- 1912 Cirulis
- 1912 Clement-Bayard biplane
- 1912 Clement-Bayard monoplane
- 1912 Cockburn biplane
- 1912 Cody IV monoplane
- 1912 Cody V biplane
- 1912 Cooke flying-boat biplane
- 1912 Cooke No.1 pusher biplane
- 1912 Copin monoplane
- 1912 Cordner monoplane No.2
- 1912 COW No.10 biplane
- 1912 COW No.11 biplane
- 1912 Csok monoplane
- 1912 Curtiss A-2 pusher biplane
- 1912 Curtiss E flying-boat
- 1912 Curtiss OWL pusher biplane flying-boat
- 1912 D'Artois Aerotorpille biplane
- 1912 Dajoigny et Beaussart 3rd monoplane
- 1912 Danard et Nayout pusher biplane
- 1912 Day tractor biplane
- 1912 De Beer Type 3 monoplane
- 1912 De Beer Type 4 monoplane
- 1912 De Marcay-Moonen L'Abeille monoplane
- 1912 De Marcay-Moonen Monoplane
- 1912 Debongnie monoplane
- 1912 Demazel biplane
- 1912 Deperdussin Grand Prix d'Anjou monoplane
- 1912 Deperdussin L'Espervier F monoplane
- 1912 Deperdussin Type Tamise Land or Seaplane Monoplane
- 1912 DFW Mars 2-seater monoplane
- 1912 DFW Pfeil 2-seater biplane
- 1912 Dokuchaev-2 biplane
- 1912 Donnet-Leveque Type B
- 1912 Donnet-Leveque Type C
- 1912 Dorand Laboratoire biplane
- 1912 Dornier Type1912 2-seater biplane
- 1912 Dunne D 7Bis all-wing monoplane
- 1912 Dux-1 biplane
- 1912 Dzhevetsky 2-seater tandem monoplane
- 1912 Ecker flying boat
- 1912 EFW Etrich XII Rennapparat 2-seater bomber monoplane
- 1912 Ellehammer helicopter
- 1912 Epps monoplane
- 1912 Erdody biplane
- 1912 Erdody monoplane
- 1912 Esnault-Pelterie Type K hydro-monoplane
- 1912 Etrich IX Schwalbe monoplane
- 1912 Etrich Manövertaube Type F 2-seater military monoplane
- 1912 Etrich VIII Luft-Limousine 4-seater high wing monoplane
- 1912 Euler amphibian pusher triplane
- 1912 Euler Gelber Hund pusher biplane 2-seater
- 1912 Euler Taube monoplane
- 1912 Faccioli No.6 monoplane
- 1912 Farman amphibian pusher biplane
- 1912 Farman HF 11 big 2-seater seaplane
- 1912 Farman HF 14 4-5 seater pusher biplane
- 1912 Farman HF 15 2 seater pusher biplane
- 1912 Farman HF 16 single-bay sesquiplane
- 1912 Farmann Le Babillard biplane
- 1912 FBA 26 biplane flying-boat
- 1912 Feng Fu No.2 biplane
- 1912 Flanders B.2
- 1912 Flanders F.4
- 1912 Fokker IIIB monoplane
- 1912 Fokker M2 monoplane
- 1912 Fokker M3 2 seater monoplane
- 1912 Fokker M4 2-seater trainer monoplane
- 1912 Fowler-Gage tractor biplane
- 1912 Frassinetti La Colomba monoplane
- 1912 Gabardini flying-boat
- 1912 Gage biplane
- 1912 Gage-Fowler biplane
- 1912 Gakkel IX monoplane
- 1912 Gakkel VIII biplane
- 1912 Gandy-Vrang 2-seater monoplane
- 1912 Garaix 2 seater metal construction monoplane
- 1912 Garbero-Becue monoplane
- 1912 Garnier biplane
- 1912 Gaullaudet A-1 Bullet pusher monoplane
- 1912 Gavault monoplane
- 1912 Gayot monoplane
- 1912 Gilbert Canard monoplane
- 1912 Gnosspelius No.2 hydro-monoplane
- 1912 Goedecker Sturmvogel monoplane
- 1912 Goodden Dragonfly monoplane
- 1912 Gourvene biplane
- 1912 Grade seaplane
- 1912 Grandjean Hydravion monoplane
- 1912 Grizodubov-4 monoplane
- 1912 Groth II monoplane
- 1912 Handley Page Type E 2-seater monoplane
- 1912 Handley Page Type F 2-seater monoplane
- 1912 Hanriot monoplane
- 1912 Hanuschke monoplane
- 1912 Harlan biplane
- 1912 Harlan monoplane
- 1912 Harriman biplane
- 1912 Hirondelle monoplane
- 1912 Horvath 2-seater military monoplane
- 1912 Horvath IIIB monoplane
- 1912 Horvath IIIC Fecske monoplane
- 1912 Hübner monoplane
- 1912 I.A.C. Type X 2-place tractor biplane
- 1912 Jeannin monoplane
- 1912 Jeannin Stahltaube monoplane
- 1912 Jezzi No.2 biplane
- 1912 Jourdan Helioplane monoplane
- 1912 Kaishiki No.2 pusher biplane
- 1912 Kalep 2-engine biplane
- 1912 Kalep monoplane
- 1912 Karpeka -2 biplane
- 1912 Kassa Ery 3 monoplane
- 1912 Khioni monoplane
- 1912 Kirkham Racer biplane
- 1912 Kolbanyi IV
- 1912 Kolbanyi V monoplane
- 1912 Kuehlstein monoplane
- 1912 Kvasz Type III monoplane
- 1912 Kvasz Type IV monoplane
- 1912 Kvasz-Torsz Godron biplane
- 1912 Ladougne La Colomnbo No.1 monoplane
- 1912 Ladougne La Colomnbo No.2 monoplane
- 1912 Lakes Water Hen
- 1912 Lakes Sea-Bird Seaplane
- 1912 Lanyi biplane
- 1912 Lavesvre et Veillon 2-seater monoplane
- 1912 Leblic biplane
- 1912 Leclerc monoplane
- 1912 Lecomte monoplane
- 1912 Lecoq-Monteiro-Aillaud monoplane
- 1912 Leforestier monoplane
- 1912 Lemaitre-Maucourt-Legrand monoplane
- 1912 Lerke-Jankowski-Mosca Lam double monoplane
- 1912 Letai II biplane
- 1912 Letai III biplane
- 1912 Letai-IV monoplane
- 1912 Leyat biplane
- 1912 LJaM monoplane single seater
- 1912 Lohner Pfeilflieger Type B biplane
- 1912 LVG biplane
- 1912 Marshall biplane
- 1912 Martin Pusher 2-seater biplane
- 1912 Martin-Handasyde Military Trial
- 1912 Meckler-Allen Biplane
- 1912 Meller I Pusher monoplane
- 1912 Mercader y Bernal biplane
- 1912 Mercep 1912 Monoplane
- 1912 Montgolfier monoplane
- 1912 Morane-Saulier monoplane
- 1912 Morane-Saulier Type Canton three-seater monoplane
- 1912 Morane-Saulier Type E monoplane
- 1912 Morane-Saulier Type G monoplane
- 1912 Morane-Saulier Type G parasol monoplane
- 1912 Morane-Saulier Type Garros single-seater monoplane
- 1912 Morane-Saulier Type H single seater monoplane
- 1912 Morane-Saulier Type J two-seater touring monoplane
- 1912 Morane-Saulier Type K racing hydro-monoplane
- 1912 Morane-Saulier Type M armoured
- 1912 Morane-Saulier Type Renault two-seater monoplane
- 1912 Morane-Saulier Type WR two-seater armoured monoplane
- 1912 Moreau Military Aerostable monoplane
- 1912 Mountaineer pusher biplane
- 1912 Narahara Otori biplane
- 1912 Nieuport IV G hydro-monoplane
- 1912 Otto biplane
- 1912 Passat Seagull Monoplane
- 1912 Paterson twin tractor biplane
- 1912 Paulat monoplane
- 1912 Paumier No.2 biplane
- 1912 Peck Columbia biplane
- 1912 Piggott biplane
- 1912 Plage-Court Torpedo II monoplane
- 1912 Ponche et Primard Tubavion monoplane
- 1912 Ponnier D.I. monoplane
- 1912 Pons pusher canard monoplane
- 1912 Poulain-Orange No.3 monoplane
- 1912 Prodam-I monoplane
- 1912 Prodam-II 2-seater monoplane
- 1912 Queen Aeroboat flying-boat monoplane
- 1912 Roe-Burga monoplane
- 1912 Roe Type E
- 1912 Roe Type F
- 1912 Roe Type G
- 1912 Royal Aircraft Factory B.E.3
- 1912 Royal Aircraft Factory B.E.4
- 1912 Royal Aircraft Factory B.E.5
- 1912 Royal Aircraft Factory B.E.6
- 1912 Reichelt 2-seater monoplane
- 1912 Reissner canard monoplane
- 1912 Reiter No.I monoplane
- 1912 Reiter No.II monoplane
- 1912 Rex monoplane
- 1912 Rimailho biplane
- 1912 Roux-Garaix monoplane
- 1912 Rowell monoplane
- 1912 Rumpler Taube monoplane
- 1912 S.A.C. Dart monoplane
- 1912 Saigai monoplane
- 1912 Salvez monoplane
- 1912 Sanchez Besa seaplane
- 1912 Sanchez-Besa biplane
- 1912 Savary biplane
- 1912 Savary Military biplane
- 1912 Savary seaplane twin floats
- 1912 Schlegel monoplane
- 1912 Schreck Diapason II
- 1912 Shigeno biplane
- 1912 Shiukov Canard-1 monoplane
- 1912 Short S.33 dual control floatplane
- 1912 Short S.36 tractor biplane
- 1912 Short S.41 tractor biplane, land and seaplane
- 1912 Short S.42 tractor monoplane
- 1912 Short S.45 tractor biplane
- 1912 Short S.47 The Field Kitchen triple tractor biplane
- 1912 Short S.80 The Nile floatplane
- 1912 Short S.38 pusher biplane
- 1912 Sikorsky S-6A biplane
- 1912 Sikorsky S-6B biplane
- 1912 Sikorsky S-7 monoplane
- 1912 Sikorsky S-8 'Maljutka' biplane
- 1912 Sloane biplane
- 1912 Smith monoplane
- 1912 Smith multiplane
- 1912 Sommer monoplane
- 1912 Sommer twin-float sea-biplane
- 1912 Sommer Type E monoplane
- 1912 Sommer Type K pusher biplane
- 1912 Sommer Type R biplane
- 1912 Sommer Type Reliable biplane
- 1912 Sonoda biplane
- 1912 Sopwith 3-Seater tractor biplane
- 1912 Sopwith-Wright twin pusher biplane
- 1912 Sparling biplane
- 1912 Spencer biplane
- 1912 St. George 1912 helicopter
- 1912 Steglav No.2 biplane
- 1912 Suranyi-I monoplane
- 1912 SVA-3 monoplane
- 1912 Svachulay Albatrosz III monoplane
- 1912 Svachulay Kolibri III monoplane
- 1912 Szekely III Az Ujsag monoplane
- 1912 Taddeoli-Perrot Mouette Canard Floatplane
- 1912 Takacs II monoplane
- 1912 Tereschenko monoplane
- 1912 Thomas B-4 pusher flying-boat
- 1912 Thomas pusher monoplane
- 1912 Thomas-Morse TA tractor flying-boat
- 1912 Toth III monoplane
- 1912 Train No.3 monoplane
- 1912 Tsuzuki monoplane No.2
- 1912 Vendome type Militaire monoplane
- 1912 Vickers No.VI monoplane
- 1912 Villard Helicopter (Belgium)
- 1912 Vinet Type F 2-seater monoplane
- 1912 Vinet Type F monoplane
- 1912 Vlach monoplane
- 1912 Voisin Icare Aero-Yacht
- 1912 Voisin Canard
- 1912 Voisin Monaco canard
- 1912 Von Preussen monoplane
- 1912 Wakadori biplane
- 1912 Warchalowski XI 2- seater Floatplane
- 1912 Williams biplane
- 1912 Williams monoplane
- 1912 Wright Model C
- 1912 Wright Model D
- 1912 Yuriev Helicopter
- 1912 Zens monoplane
- 1912 Ziegler 1912 Biplane
- 1912 Zsemlye monoplane
- 1912 Zurovec 1-seater monoplane

## 1913
- 1913 AEG BI 2-seater biplano
- 1913 AGO seaplane
- 1913 Albatros B-1 biplano
- 1913 Albatros DD2 Pfeil biplano
- 1913 Albatros DE biplano
- 1913 Albatros DL1 biplano
- 1913 Albatros EE 2-seater monoplano
- 1913 Albatros K351 2-seater biplano
- 1913 Albatros RE 1 monoplano
- 1913 Albatros Taube monoplano
- 1913 Albatros WDD seaplane
- 1913 Alfaro I
- 1913 Andreansky
- 1913 Antoni monoplano
- 1913 Atwood float-biplano
- 1913 Autostable Monoplano
- 1913 Aviatik C1 biplano
- 1913 Aviatik P14 biplano
- 1913 Avro Type 501
- 1913 Avro Type 503
- 1913 Avro Type 504
- 1913 B.C.D No.2 monoplano
- 1913 Bachelier-Dupont-Baudrin biplano flying-boat
- 1913 Badaire monoplano
- 1913 Balassian de Manawas monoplano
- 1913 Bathiat-Sanchez pusher biplano
- 1913 Bathiat-Sanchez single float seaplane
- 1913 Bathiat-Sanchez Type E monoplano
- 1913 Batson Dragonfly 6-wing flying-boat
- 1913 Benoist Type XIV 2-seater pusher biplano flying-boat
- 1913 Berger monoplano
- 1913 Blackburn two-seater tractor monoplano
- 1913 Blanc monoplano
- 1913 Bleriot XL pusher biplano. tandem-seater
- 1913 Bleriot XLII canard pusher
- 1913 Bleriot XLIII tandem armored monoplano
- 1913 Bleriot XLIV Artillaire monoplano
- 1913 Bleriot XLV monoplano
- 1913 Bleriot XXXIX armoured monoplano
- 1913 Bloudek-Cermak Bohemia B I 1-seater monoplano
- 1913 Bloudek-Cermak Bohemia B II 1-seater monoplano
- 1913 Boland biplano
- 1913 Boland triplano
- 1913 Borel Aeroyacht Type Denhaut I
- 1913 Borel Aeroyacht Type Denhaut II
- 1913 Borel Aeroyacht Type Denhaut III
- 1913 Borel hydro-monoplano 2 seater
- 1913 Borel monoplano
- 1913 Borel Ruby tailpusher monoplano
- 1913 Borel Torpille monoplano
- 1913 Borel Type Militaire monoplano
- 1913 Borel Type Monaco flying-boat
- 1913 Botyanksy MB-2
- 1913 Breguet G-4 hydro and landplane
- 1913 Breguet H-U3 hydro-avion
- 1913 Breguet La Marseillaise double monoplano flying-boat
- 1913 Bristol Coanda hydro-biplano
- 1913 Bristol TB.8 biplano
- 1913 Bristol Coanda Type BR 7 biplano
- 1913 Bristol Coanda Type BR 8 biplano
- 1913 Bristol Scout
- 1913 Bruneau-Parant monoplano
- 1913 Burgess I Scout hydroaeroplano
- 1913 Burgess K biplano flying-boat
- 1913 Burgess-Collier biplano flying-boat
- 1913 Burgess-Dunne aerohydroplane
- 1913 Burgess-Wright hydro biplano flying-boat
- 1913 Burney X.3 seaplane
- 1913 Caproni biplano
- 1913 Caproni No.20 monoplano
- 1913 Caproni No.22 monoplano
- 1913 Caproni No.25 monoplano
- 1913 Castaibert IV monoplano
- 1913 Caudron Type F
- 1913 Caudron Type G 2-seater biplano
- 1913 Caudron Type J tractor
- 1913 Caudron Type K big pusher seaplane
- 1913 Christofferson hydroplane
- 1913 Christofferson Model D hydroplane
- 1913 Clement-Bayard biplano
- 1913 Clement-Bayard monoplano
- 1913 Cody floatplane
- 1913 Constantin-d'Astanieres Safety monoplano
- 1913 Cooke tractor biplano
- 1913 Cooper biplano
- 1913 Copin-Revillard monoplano
- 1913 Crawford pusher biplano
- 1913 Curtiss A-3 US Navy land/hydroplano
- 1913 Curtiss F flying-boat 2 seater
- 1913 Curtiss G Scout biplano
- 1913 D'Artois flying-boat
- 1913 Daimler-Lutskoy No.3 monoplano
- 1913 De Brageas monoplano
- 1913 De Broucker biplano
- 1913 De Langhe-Corville monoplano
- 1913 De Marcay-Moonen seaplane
- 1913 De Monge parasol monoplano
- 1913 De Simone parasol-monoplano
- 1913 Delphin Flying Fish monoplano
- 1913 Deperdussin Monaco floatplano
- 1913 Deperdussin Monocoque
- 1913 DFW Stahltaube 2-seater monoplano
- 1913 Donnet-Leveque sea-biplano
- 1913 Dorand DO1 biplano
- 1913 Drzewiecki canard monoplano
- 1913 Duigan No.2 tractor biplano
- 1913 Dunne D8 biplano
- 1913 Dunne D8bis biplano
- 1913 Dux 2 monoplano
- 1913 Dyott monoplano
- 1913 Eastbourne monoplano
- 1913 EFW Etrich Taube Type 1913 2-seater bomber monoplano
- 1913 Esnault-Pelterie Type I monoplano
- 1913 Euler high wing monoplano
- 1913 Euler Military biplano
- 1913 Euler Military triplano
- 1913 Euler sea reconnaissance triplano
- 1913 Euler Stahltaube monoplano
- 1913 Falts-Fein biplano
- 1913 FBA 27 biplane flying-boat
- 1913 FBA 28 biplane flying-boat
- 1913 Fisher monoplano
- 1913 Fjällbäck Naktergaten Monoplano
- 1913 Flanders B.3[14]
- 1913 Flanders S.2[14]
- 1913 Flanders F.5[14]
- 1913 Foehn monoplano
- 1913 Fokker W2 waterplano
- 1913 Fournier monoplano
- 1913 Franchault monoplano
- 1913 Frantisek Novak No.1 Helicopter
- 1914 Frantisek Novak No.2 Helicopter
- 1913 Gabardini monoplano
- 1913 Gage-McClay tractor biplano
- 1913 Galvin seaplane
- 1913 Garuda monoplano
- 1913 Gaullaudet monoplano flying-boat
- 1913 Gnosspelius hydro-biplano
- 1913 Gotha LD-2 biplano
- 1913 Gotha LE2 biplano
- 1913 Gotha monoplano
- 1913 Grahame-White monoplano
- 1913 Grahame-White Type VII "Popular"
- 1913 Grahame-White Type VI two-seater military biplane
- 1913 Grahame-White Type VIII hydro-biplane
- 1913 Grahame-White Type X "Charabanc" biplane
- 1913 Gramaticescu monoplane
- 1913 Grigovovich M-3 flying-boat
- 1913 Guillaume push-pull biplano
- 1913 Handley Page Type G biplano
- 1913 Hayabusa biplano
- 1913 Hayot Tandem monoplano
- 1913 Heath 2B flying-boat
- 1913 Heinrich Model D monoplano
- 1913 Henkel-Albatros Taube monoplano
- 1913 Henri Farman HF.0 pusher biplano
- 1913 Henri Farman HF.22 pusher biplano
- 1913 Henri Farman HF.24 pusher biplano
- 1913 Henri Farman HF.19 hydro-biplano pusher
- 1913 Huet, Grazzioli et Lombardini monoplano
- 1913 Jannus flying-boat
- 1913 Japanese Army Mo biplano
- 1913 Jeannin Stahltaube monoplano
- 1913 Jeanson-Colliex giant floatplane
- 1913 Kaishiki No.3 biplano
- 1913 Kaishiki No.4 biplano
- 1913 Kaishiki No.5 biplano
- 1913 Kaishiki No.6 biplano
- 1913 Kalep-Dybovskiy monoplano
- 1913 Karpeka-3 biplano
- 1913 Kasyanenko-4 monoplano
- 1913 Knabel monoplano
- 1913 Kondor monoplano
- 1913 Kovanko AA pusher monoplano
- 1913 Kvasz Type V
- 1913 Kvasz VI monoplano
- 1913 Laird No.2 baby biplano
- 1913 Lakes Hydro-monoplano
- 1913 Lazard Parasol monoplano
- 1913 Lazarus-I monoplano
- 1913 Lecomte monoplano
- 1913 Lecoq-Monteiro-Aillaud 4 bis monoplano
- 1913 Lee-Richard annular monoplano
- 1913 Lelieve monoplano
- 1913 Letai-V 2-seater Monoplano
- 1913 Leveque-Salmson biplano
- 1913 Lillie tractor biplano
- 1913 Lohner Etrich E-1 racing monoplano
- 1913 Lohner Pfeilflieger AD 355 racing 2-seater biplano
- 1913 Lohner Type B VI biplano
- 1913 Lohner Type L biplano
- 1913 Lohner-Etrich-Mickl-Paulal Type M flying-boat
- 1913 Loughead G flying-boat
- 1913 LVG B-1 biplano
- 1913 LVG CIII Schneider biplano
- 1913 LVG monoplano
- 1913 Marine flying-boat
- 1913 Martin hydro-biplano
- 1913 Martin Model T tractor Biplano
- 1913 Martin Model TT tractor Biplano
- 1913 Martin-Handasyde No.6
- 1913 Martin-Handasyde No.7
- 1913 Martinsyde S-1 biplano
- 1913 Maurice Farman S.10 seaplane
- 1913 Maurice Farman S.11
- 1913 Maurice Farman S.11bis
- 1913 Maurice Farman S.17 hydroplane
- 1913 Maurice Farman S.7 biplano
- 1913 Meller-II pusher biplano
- 1913 Meller-III monoplano
- 1913 Morane-Saulier Type Demoiselle monoplano
- 1913 Morane-Saulier Type L two- seater parasol monoplano
- 1913 Morane-Saulier Type M single-seater monoplano
- 1913 Nakajima FU
- 1913 Nieuport Sesqui seaplane
- 1913 Nieuport VI Tandem sea-monoplano
- 1913 Nieuport X 2-seater monoplano
- 1913 Nieuport XI single seater monoplano
- 1913 Nieuport-Dunne flying wing
- 1913 Otto Militärtyp biplano
- 1913 Otto monoplano
- 1913 Parsons biplano
- 1913 Partridge-Keller No.1 biplano
- 1913 Partridge-Keller trainer biplano
- 1913 Paterson No.2bis sea-biplano
- 1913 Patterson-Francis twin tractor flying boat
- 1913 Perry Bradle T1 biplano
- 1913 Philippon Tandem monoplano
- 1913 Placek multiplano
- 1913 Ponnier D III monoplano
- 1913 Ponnier Type Cavalrie
- 1913 Prodam-III 2 seater military monoplano
- 1913 Radley-England waterplane No.1
- 1913 Radley-England waterplane No.2
- 1913 Royal Aircraft Factory B.E.7
- 1913 Royal Aircraft Factory B.E.8
- 1913 Royal Aircraft Factory B.S.1
- 1913 Royal Aircraft Factory H.R.E.2
- 1913 Royal Aircraft Factory R.E.1
- 1913 Royal Aircraft Factory R.E.2
- 1913 Royal Aircraft Factory S.E.2
- 1913 Ratmanoff Tandem 2-seater monoplano
- 1913 Riggs-Wehr biplano
- 1913 Riggs-Wehr tractor biplano
- 1913 Robinson monoplano
- 1913 Roland Taube biplano
- 1913 Rosto monoplano
- 1913 Rozental monoplano
- 1913 Rudlicki R-1
- 1913 Rumpler monoplano
- 1913 Sandford-Miller biplano
- 1913 Schmitt Type 7 biplano
- 1913 Schwade 2-seater biplano
- 1913 Short S.60 tractor biplano
- 1913 Short S.63 tractor seaplane
- 1913 Short S.68 tractor seaplane
- 1913 Short S.80 "The Nile" pusher floatplane
- 1913 Short S.81 pusher floatplane
- 1913 SIA R2 biplano
- 1913 Sikorsky Grand 2-engined tractor biplano
- 1913 Sikorsky Ilya Mourometz 4-engine Biplano
- 1913 RBVZ/Sikorsky S-9 Monocoque Kruglyi
- 1913 RBVZ/Sikorsky S-10
- 1913 RBVZ/Sikorsky S-10A seaplane
- 1913 RBVZ/Sikorsky S-11 Pulukrugliy monoplano
- 1913 Sopwith HT biplano
- 1913 Sopwith Tabloid seaplane
- 1913 Sopwith Type 1 BB1 Bat Boat
- 1913 Sopwith Type 1 BB2 Bat Boat
- 1913 Sopwith Type 1 BB3 Bat Boat
- 1913 Sopwith Type D Biplano
- 1913 Sopwith Type DM Tractor Biplano
- 1913 Sopwith Type St.B Tractor
- 1913 Suranyi-II monoplano
- 1913 Sutro twin tractor hydro-aeroplano
- 1913 Svachulay Albatrosz IV monoplano
- 1913 Svachulay Albatrosz V monoplano
- 1913 Svachulay Kolibri IV monoplano
- 1913 Svechnikov
- 1913 Szekely IV 2-seater parasol monoplano
- 1913 Szekely VI BüBü monoplano
- 1913 Takacs III monoplano
- 1913 Takacs IV monoplano
- 1913 Takasou No.3 biplano
- 1913 Takasou No.4 biplano
- 1913 Teveschenko-5 monoplano
- 1913 Thomas Hydro flying-boat
- 1913 Thomas Nacelle pusher biplano
- 1913 Thomas Special Type E biplano
- 1913 Toth IV monoplano
- 1913 Toth V monoplano
- 1913 Trebeudin biplano
- 1913 Tsuzuku monoplano No.3
- 1913 Union Pfeil Biplano
- 1913 Van Meel Brisk biplano
- 1913 Vickers EFB.2 Type 18 and 18a biplano
- 1913 Vickers No.26 Pumpkin biplano
- 1913 Vickers No.VII monoplano
- 1913 Vickers No.VIII monoplano
- 1913 Vlaicu No. III monoplano
- 1913 Voisin 13.5 meter pusher biplano
- 1913 Voisin Hydravion
- 1913 Voisin L Series biplano
- 1913 Voisin Petit Blinde biplano
- 1913 W & T Norman Thompson No.1 biplano
- 1913 Washington Miss Columbia flying-boat
- 1913 Watson No.3 Biplano
- 1913 Westlake monoplano
- 1913 White and Thompson No 2
- 1913 Wight No.1 seaplane
- 1913 Wight No.2 navy plane
- 1913 Williams tractor headless biplano
- 1913 Wong biplano
- 1913 Wright Model CH
- 1913 Wright Model E
- 1913 Wright Model F
- 1913 Wright Model G
- 1913 Wright Model G Aeroboat
- 1913 Wroblewski II armoured 2-seater military monoplano
- 1913 Zahradnicek monoplano
- 1913 Zselyi-II monoplano

## Blériot XI
- Blériot Tipo XI-2bis
- Blériot Tipo XI-bis
- Blériot XI-2 Genie
- Blériot XI-2 Hauteur
- Blériot XI-3 Concours Militaire 3 lugares
- Blériot XI-Artillerie
- Blériot XI-Ecole
- Blériot XI-R1
- Blériot XI-REP monoplano
- Blériot XI Militaire
- Blériot XI-2 Artillerie
- Blériot XI-2 BG

## Etrich Taube
- Albatros Taube: produzido pela Albatros Flugzeugwerke.
- Albatros Doppeltaube: versão biplano produzida pela Albatros Flugzeugwerke.
- Aviatik Taube: produzido pela Automobil und Aviatik AG.
- DFW Stahltaube: versão estrutura em aço.
- EFW Etrich Taube: produzido pelo inventor Igo Etrich e por sua empresa, a Etrich Flugzeugwerke (EFW).
- EFW Etrich Taube II: monoplano biposto em configuração por tração.
- EFW Etrich Taube II modificado: monoplano em configuração por tração.
- EFW Etrich Taube III Möve (Gaivota): monoplano em configuração por tração.
- EFW Etrich Taube IV Manövertaube Tipe B: monoplano biposto militar.
- EFW Etrich Taube IV: monoplano em configuração por tração.
- EFW Etrich Taube V: monoplano em configuração por tração.
- EFW Etrich Taube VI: monoplano em configuração por tração.
- EFW Etrich Taube VII Renntaube: monoplano de corrida de três lugares.
- EFW Etrich Taube VIII Luft-Limousine: monoplano de asa alta de quatro lugares.
- EFW Etrich Taube IX Schwalbe: monoplano.
- EFW Etrich Taube XII Rennapparat: bombardeiro monoplano biposto.
- EFW Etrich Taube Tipo 1913: bombardeiro monoplano biposto.
- EFW Etrich Manövertaube Tipo F: monoplano biposto militar.
- EFW Etrich Etrichapparat: monoplano.
- Etrich-Rumpler Taube: nome original do "Rumpler Taube".
- Gotha Taube: produzido pela Gothaer Waggonfabrik como LE.1, LE.2 e LE.3 (Land Eindecker - "Monoplano Terrestre") e designado A.I pelo Idflieg.
- Harlan Pfeil Taube:
- Halberstadt Taube III: produzido pela Halberstädter Flugzeugwerke.
- Jeannin Taube (Jeannin Stahltaube): versão com estrutura da fuselagem tubular de aço.
- Kondor Taube: produzido pela Kondor Flugzeugwerke.
- RFG Taube: produzido pela Reise- und Industrieflug GmbH (RFG).
- Roland Taube:
- Rumpler Taube: produzido pela Rumpler Flugzeugwerke.
- Rumpler Delfin-Taube (Rumpler Kabinentaube "Delfin"): versão com cabine fechada, produzido pela Rumpler Flugzeugwerke.
- Isobe Rumpler Taube: produzido no Japão pela Onokichi Isobe.

Lista de aviões: Pré-1914 | A-B | C-D | E-H | I-M | N-S | T-Z